# Route départementale 62 (Hérault et Gard)
Pour les articles homonymes, voir Route départementale 62 et D62.
La route départementale 62, ou RD 62, ou D 62, est une route départementale française reliant Palavas-les-Flots au Grau-du-Roi.

## Tracé

### De Palavas à Carnon
Sur cette section, le tracé forme la déviation de l' avenue Saint-Maurice  à Palavas en 2*1 voies depuis 2009.
Les communes traversées sont :
- Palavas-rond-point de l'Europe (km 0)
- Palavas-rond-point du centre (km 0,5)
- Palavas-rond-point de la rive gauche (km 1,5)
- Palavas-rond-point des roquilles (km 4)
- Carnon-rond-point des cabanes  (km 4,5)
- Carnon-plage-centre  (km 5)

### Voie rapide
Construit dans les années 1970, ce tronçon a pour but de relier Montpellier et La Grande-Motte en 2×2 voies (110 km/h) en dédoublant la départementale 59 longeant la mer.
- Carnon-est (km 6)
- Petit-Travers (km 7)
- Grand-Travers (km 10)
- La Grande-Motte (km 14)
- Lunel (km 16)

### Du Grau-du-Roi à Aigues-Mortes
- Le Grau-du-Roi (km 20)
- Rond-point d'Aigues-Mortes-sud  (km 23)
- Rond-point d'Aigues-Mortes-centre  (km 24)
- Rond-point d'Aigues-Mortes-route de Nîmes  (km 25)